# یون‌نان
یون‌نان (南云) یا قریانی یکی از استان‌های کشور چین است. این استان در جنوب این کشور قرار گرفته‌است و مرکز آن شهر کون مینگ است. جمعیت این استان طبق آمار سال ۲۰۰۷ میلادی ۴۴٬۸۳۰٬۰۰۰ نفر می‌باشد که از این لحاظ دوازدهمین استان چین می‌باشد. مساحت این استان برابر ۳۹۴٫۱۰۰ کیلومتر مربع است. رودخانه یانگ تسه از ارتفاعات شمال این استان سرچشمه می‌گیرد. اقوام هان (نژاد اصلی مردم چین)، یی، بای، هانی، جوانگ، دای، میائو و هویی در این استان زندگی می‌کنند. بخش هایی از شمال این استان بخشی از تبت تاریخی است.